# Гома-дофу
Гома-дофу (яп. 胡麻豆腐; кунжутный тофу) — несладкий (в своём классическом варианте) вегетарианский продукт японской кухни, как считается, созданный монахами дзен-буддийского монастырского комплекса на горе Коя (префектура Вакаяма), ныне распространённый по всей стране. 
По виду гома-дофу напоминает обыкновенный тофу, однако производится не из сои, а из кунжутной пасты и крахмального порошка из растения кудзу ; в рецептах, адаптированных для использования за пределами Японии, крахмал из кудзу иногда предлагается заменять на кукурузный крахмал). Соответственно, вкус гома-дофу значительно отличается от тофу обыкновенного.
Изобретение рецепта гома-дофу легенды приписывают буддийскому духовному учителю Кукаю (Кобо; Кобо-дайси), основателю дзен-буддийской школы Сингон и монастырского комплекса на горе Кая. Кобо-дайси требовал от монахов, своих последователей, постоянного соблюдения строгой вегетарианской диеты, полностью исключавшей как мясные, так и рыбные продукты. Для того, чтобы их питание оставалось биологически полноценным, в него включались блюда из бобов, орехов, сои, а также кунжута, такие, как гома-дофу. 
На сегодняшний день, монастырский комплекс на горе Коя по-прежнему остаётся одним из главных паломнических и туристических центров Японии, а гома-дофу — фирменным блюдом, которое подаётся паломникам в местных трапезных и продаётся в качестве сувенира. Помимо этого, промышленно производимый гома-дофу сегодня доступен в супермаркетах по всей Японии. Существуют различные разновидности и аналоги гома-дофу: тофу из грецких орехов из Ямагаты; из арахиса на Окинаве,  обычный соевый тофу, приправленный кунжутом и именуемый гома-дофу в префектуре Гифу, сладкий жаренный кунжутный гома-дофу из Нагасаки. 
Гома-дофу обычно едят холодным, как самостоятельное блюдо, с васаби и соевым соусом. 